# コロンナ広場

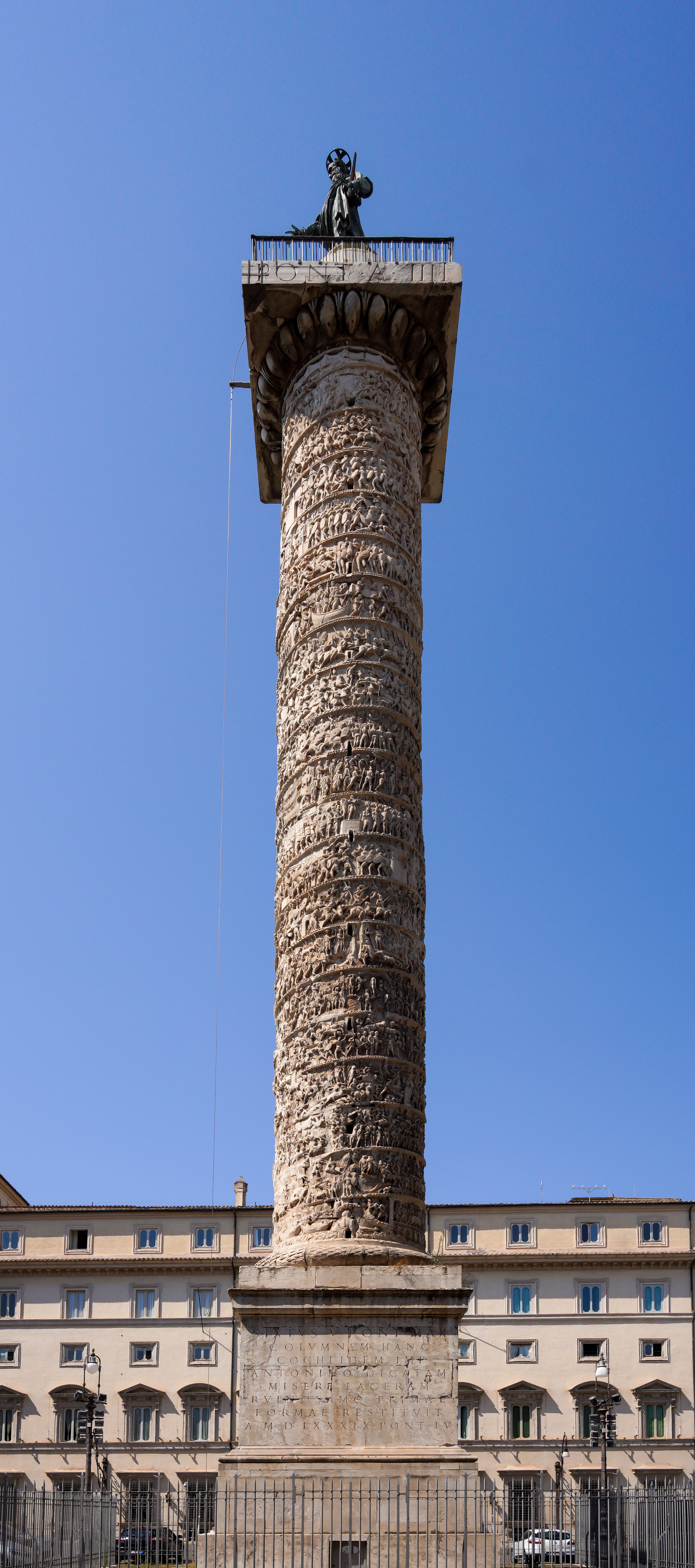
広場に建つマルクス・アウレリウスの記念柱。左はキージ宮

コロンナ広場 (Piazza Colonna) は、イタリア、ローマの歴史地区、コロンナの中心にある広場である。名称は、紀元193年からここに建っている大理石のマルクス・アウレリウスの記念柱から採られている。円柱に飾られたパウロのブロンズ像は、シクストゥス5世によって、1589年に取り付けられた。広場の東側には、南北にコルソ通りが走っている。

## 概要
広場は長方形になっている。北側はキージ宮と接している。この宮殿はもとはオーストリア＝ハンガリー帝国大使館であったが、現在はイタリア政府が置かれている。また、東側には1922年竣工のショッピングアーケードのガッレリア・アルベルト・ソルディ（2003年にガッレリア・コロンナから改称）、南側には旧ローマ郵便局のフェラオーリ宮殿とサンチ・バルトロメオ・エド・アレッサンドロ・デイ・ベルガマスチという小さな教会、西側にはウェイイから持ってこられた円柱のコロネードのある Wedekind宮殿がある。
広場は古代からモニュメントの置かれた場所であり、マルクス・アウレリウスの寺院がWedekind宮殿のある場所に建っていた。
1577年制作の広場の噴水は、グレゴリウス13世がロッコ・デ・ロッシの援助するジャコモ・デッラ・ポルタに依頼した。1830年に復元され、タイルと共にアキレ・ストッチによる2つのイルカの彫刻が置かれた。中央の彫刻はより小さなものと噴水に置き換えられた。